# Ralph Greenson
Ralph Romeo Greenson, nato Romeo Samuel Greenschpoon (New York, 20 settembre 1911 – Los Angeles, 24 novembre 1979), è stato uno psichiatra e psicoanalista statunitense.
Durante la sua carriera ha analizzato artisti famosi come Marilyn Monroe, Tony Curtis, Frank Sinatra, Vivien Leigh, e molti altri.

## Biografia
Dopo gli studi di medicina in Svizzera, è stato analizzato da Wilhelm Stekel a Vienna e da Otto Fenichel a Los Angeles. È diventato membro dell'American Psychoanalytical Association dal 1942, e poi didatta presso il Los Angeles Institute for Psychoanalysis e direttore della Training School. È stato docente di Clinica Psichiatrica alla University School of Medicine di Los Angeles in California.
Dal 1951 al 1953, è stato Presidente della Los Angeles Psychoanalytical Society, e dal 1965 al 1979 è stato responsabile del Scientific Advisory Committee, Foundation for Research in Psychoanalysis.

## Lavori
Autore di oltre sessanta pubblicazioni su diversi aspetti della psicoanalisi, il suo ruolo di psicoanalista di Hollywood gli è valso ammirazione, critiche e polemiche. Malgrado gli errori umani cui può essere andato incontro nella propria carriera professionale, la sua opera teorica e didattica ha un avuto un ruolo importante nella formazione ad un corretto esercizio della professione di psicoanalista.
Le opere classiche sugli elementi di tecnica psicoanalitica di Freud (i cinque brevi saggi: Dinamica della translazione (1912), Consigli al medico nel trattamento psicoanalitico (1912), Inizio del trattamento (1913), Ricordare, Ripetere ed elaborare (1914), Osservazioni sull'amore di traslazione 1915), così come quelle di Sharpe (The Technique of Psychoanalysis, 1930), di Otto Fenichel (Problemi di tecnica psicoanalitica 1941), di Glover (Manuale di Psicoanalisi, 1955), non descrivono in maniera sufficientemente particolareggiata cosa fa uno psicoanalista quando analizza un paziente.
Per cui l'analisi delle resistenze può significare una cosa per un analista ed una cosa sorprendentemente diversa per un altro analista; anche se ciascuno crede di stare analizzando una resistenza, nel modo più classico. Da qui le diverse tavole rotonde ed i tentativi di uniformare la tecnica per mezzo di questionari.
Il libro Tecnica e pratica psicoanalitica spiega in che cosa consiste il lavoro di interpretazione dello psicoanalista per avere successo terapeutico: l'autore dice che la terapia psicoanalitica è primariamente analisi delle resistenze, dalla prima all'ultima seduta, e descrive in modo particolareggiato il setting psicoanalitico.
Il libro Esplorazioni psicoanalitiche è il complemento al libro di tecnica, e descrive circa la metà dei casi clinici trattati dall'autore, fra il 1947 e il 1974. Contiene trentadue lavori scelti, dei quali circa la metà parlano di tecnica psicoanalitica. Dalla descrizione dei casi e dal dibattito teorico, traspare anche un lucido autoritratto dell'autore. Infatti la grandezza di Greenson, uno dei massimi psicoanalisti freudiani statunitensi, consiste nel saper utilizzare le reazioni controtransferali al transfert del paziente, per osservare parti inesplorate dell'inconscio. Da qui, il titolo esplorazioni che come ci spiega l'autore vuole dire ricerca, sondaggio: "Ho impiegato questo termine nel senso di viaggio verso nuove prospettive in una terra da poco scoperta".

I capitoli sono ordinati in ordine temporale; si può vedere dunque la conquista e l'evoluzione della tecnica psicoanalitica da parte dell'autore. In questo senso è da segnalare in modo particolare il capitolo 20, intitolato: L'uso di sequenze di sogni per scoprire errori di tecnica: uno studio clinico.

## Critiche
Jay Margolis e Richard Buskin, nel loro libro L'omicidio di Marilyn Monroe: Caso Chiuso, lo accusano di essere stato l'esecutore materiale dell'omicidio di Marilyn Monroe.